# Enrique Bermúdez
Enrique Bermúdez Varela (* 11. Dezember 1932 in León; † 16. Februar 1991 in Managua) war ein nicaraguanischer Berufsoffizier der Guardia Nacional de Nicaragua (GN). Während des Contra-Kriegs war er der bedeutendste militärische Führer der größten Contra-Gruppierung, der Fuerza Democrática Nicaragüense (FDN). Er wurde am 16. Februar 1991 auf dem Parkplatz des Hotel Intercontinental Managua von einem unbekannten Täter erschossen.

## Leben, Tätigkeit in der Nationalgarde
Bermúdez wurde als Sohn eines Mechanikers und einer Hausangestellten geboren. 1950 trat er mit 17 Jahren in die Militärakademie der Guardia als Kadett Nr. 3–80 ein. 1952 wurde er in das Pionierkorps der Nationalgarde übernommen und war offenbar als Ingenieur tätig. 
Beim Sturz der Somoza-Diktatur im Zuge der nicaraguanischen Revolution 1979 war Bermúdez Oberst (Coronel) und Militärattaché in der nicaraguanischen Botschaft in den USA.

## Als Contra-Führer
Unmittelbar nach dem Sturz Somozas gründete er zusammen mit einem weiteren ehemaligen GN-Oberst, Ricardo Lau Castillo (Spitzname El Chino Lau), als militärische Widerstandsorganisation die Legión 15 de septiembre, benannt nach dem Unabhängigkeitstag Nicaraguas. Lau wurde nach der Darstellung von Dillon später beschuldigt, Auftragsmorde für die honduranische Armee begangen zu haben; nach Presseberichten von 1985 soll er auch an der Ermordung von Erzbischof Oscar Romero 1980 in San Salvador beteiligt gewesen sein. 1981 zog Bermúdez von Miami in die honduranische Hauptstadt Tegucigalpa um und wurde Comandante der FDN mit dem Kampfnamen Comandante 3-80.
Als Führer der stärksten Contra-Fraktion war Bermúdez’ politische Rolle bedeutender als seine militärische. Von Seiten anderer Contraführer wurde er für die Bevorzugung ehemaliger GN-Mitglieder kritisiert, was 1988 zu einer Meuterei einiger Contraführer wie Walter Saúl Calderón López (alias Toño) oder Encarnacion Valdivia Chavarría (alias Tigrillo) führte. William Meara, ein ehemaliger US-amerikanischer Contra-Ausbilder, hielt Bermúdez für unfähig, die Contras militärisch zu führen.

## Ermordung

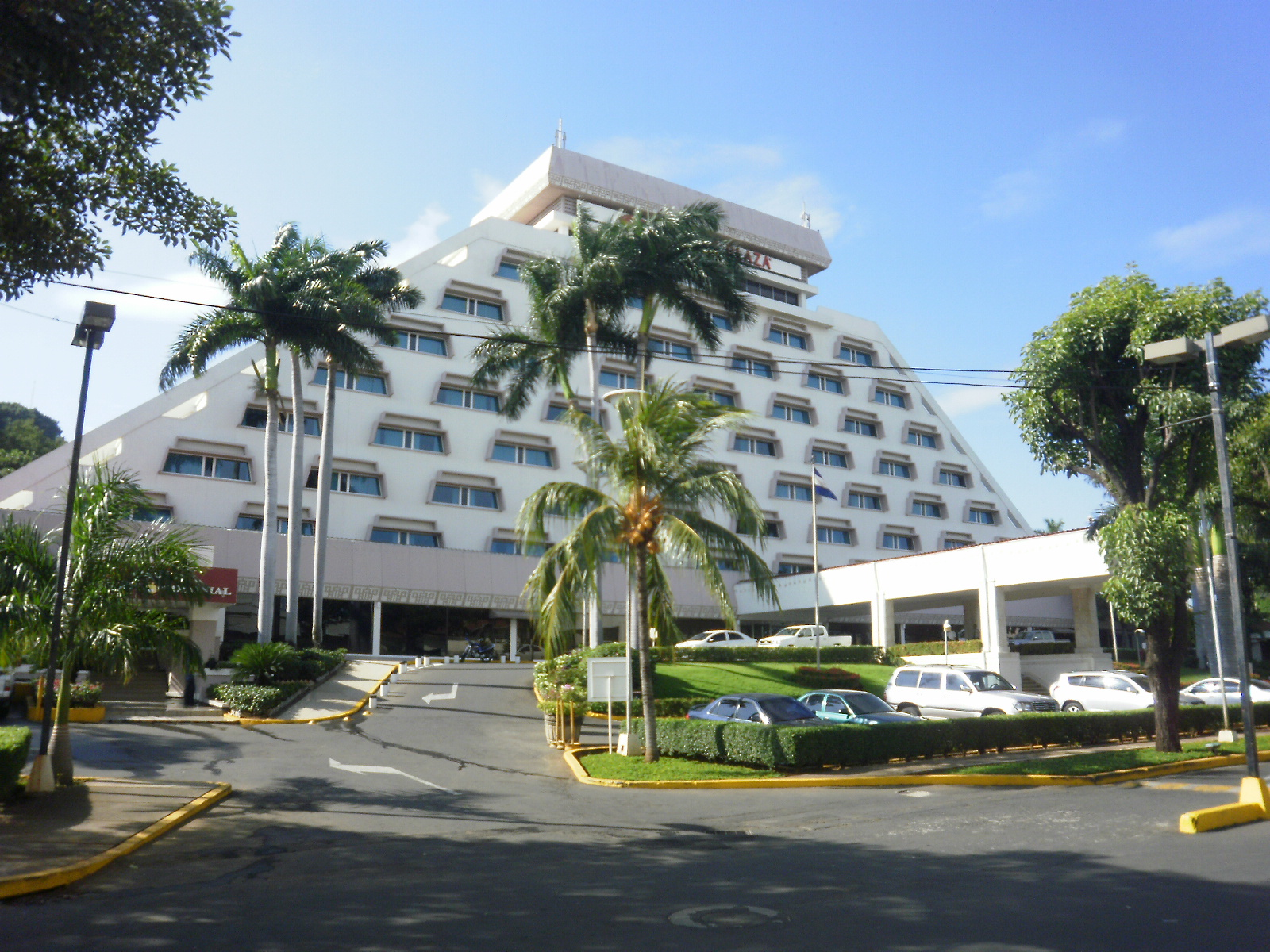
Hotel Intercontinental Managua

Nach dem Kriegsende 1990 kehrte Bermúdez nach Managua zurück. Nach Dillon erhielt er am Abend des 16. Februar 1991 in seiner Wohnung im Barrio Belo Horizonte einen Anruf von einem unbekannten Teilnehmer, der ihn aufforderte, sich mit ihm im Interconti zu treffen. Als Bermúdez das Hotel wieder verließ, da sich dort niemand eingefunden hatte, wurde er auf dem Parkplatz offenbar mit einem einzigen Schuss aus einer mit einem Schalldämpfer ausgerüsteten Pistole getötet. Die Beisetzung fand in Miami statt; Teilnehmer war unter anderem Oliver North. 
Der Täter wurde nie ermittelt. Nach Angaben seiner Tochter Claudia Bermúdez gegenüber dem The Miami Herald 1994 gab es verschiedene Gruppierungen, die ein Interesse am Tod ihres Vaters besaßen: die US-amerikanische Regierung, die Sandinisten und die Regierung von Violeta Chamorro. In Managua wurde nach ihm im III. Distrikt das Barrio 3-80 benannt, das von demobilisierten Contras gegründet worden war.